# Сдружение „Интерспейс“
Сдружение „Интерспейс“ (InterSpace) е сдружение на куратор, художници, програмисти и експерти в областта на информационните технологии.

## История

### Зараждане
Идеята за създаване на център (лаборатория) за медийни изкуства се заражда в разговори между художниците Петко Дурмана, Красимир Терзиев и Венцислав Занков 1998 г., като а официалното му основаване става факт в края на същата година.

### Членове
През годините от създаването му членове на Интерспей са били:
- Петко Дурмана (директор, художник),
- Венцислав Занков (художник),
- Красимир Терзиев (председател на УС, художник),
- Борис Мисирков (фотограф),
- Георги Богданов (фотограф),
- Антон Бакарски (фотограф),
- Галина Димитрова (куратор),
- Николай Чакъров (художник),
- Владимир Петков (интернет-активист),
- Маргарита Доровска (куратор),

и др.

## Цели и дейност

### Изкуство и технологии
При създаването на Интерспейс първата задача, която си поставят членовете му, е съчетаването на изкуство и технологии. Водеща цел в това начинание е реализирането на серия проекти, съчетаващи съвременно изкуство и технологии.
С това се свързват множеството участия в международни събития и презентации в престижни международни институции.

#### Архивиране
Втората задача, която Интерспейс поставя пред себе си е архивирането и създаването на база данни за съвременно изкуство и култура, чрез Сървър за Изкуство и Култура – Култ.бг. По думите на директора Петко Дурмана сървърът съдържа „може би най-пълната информация за това какво се е случило в българското изкуство и култура от началото на 21 век до края на активното съществуване на сървъра през 2010 г.“.

#### Свободен софтуер
Важна част от дейността на Интерспейс е популяризирането на софтуер с отворен код .

#### Мейлинг лист ArtBox
Със стартирането на мейлинг листа ArtBox Интерспейс запълни поредната празнина в съвременното българско изкуство, а именно обменът на оперативна информация между артистите, организациите и всички заинтересувани от съвременното изкуство медии. 

#### Образователни програми и обмен
Друга задача на Интерспейс е образователната програма . Тя не претендира за статут на образователна институция, но предлага професионално обучение.